# Marta Norkowska
Marta Norkowska (ur. 1872, zm. w styczniu 1930) – polska publicystka i pedagog, autorka wielokrotnie wznawianych książek kucharskich, m.in.:
- Najnowsza kuchnia wytworna i gospodarska (pierwsze wydanie w 1902 roku[1]),
- Spiżarnia i zapasy zimowe (1911 rok)[2]
- Piekarnia i cukiernia wytworna i gospodarska[3]

W 1906 roku otworzyła w Warszawie prywatną szkołę gospodarstwa domowego dla dziewcząt („Szkoła Gospodarstwa Kobiecego”).